# Manuel Beltrán
Manuel Beltrán (ur. 28 maja 1971) – kolarz hiszpański. Startował w Tour de France 2008 (w zespole Liquigas), gdzie po 7. etapie został zdyskwalifikowany.

## Sukcesy
- Dookoła Katalonii 1999
- etap w Dookoła Kraju Basków 2007